# Nykterhetsrörelsens Scoutförbund
Nykterhetsrörelsens Scoutförbund (NSF) ist der Pfadfinderverband der schwedischen Guttemplerbewegung. NSF hat etwa 5500 Mitglieder und ist Mitglied im Svenska Scoutrådet.
NSF wurde 1970 aus den Pfadfindergruppen der beiden Mutterorganisationen IOGT und NTO gegründet.